# الدستور السويدي لعام 1634

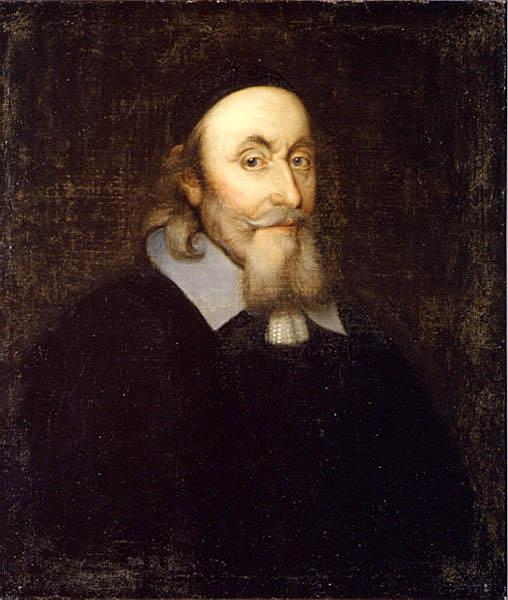
اللورد المستشار الأعلى أكسل أوكسنستيرنا.

دستور 1634 (بالسويدية: regeringsform)؛ بحيث وصف شكل الحكومة السويدية وطريقة إدارتها، واعتبر بأثر رجعي أول دستور للبلاد، على الرغم من أنه لم يكن المقصود، تم صياغته من قبل اللورد المستشار الأعلى أكسل أوكسنستيرنا، واعتماده من قبل ريكسداغ الطبقات (البرلمان السويدي) في 29 يوليو 1634، لم يكن الغرض الأساسي لأوكسينستيرنا من صياغته للدستور هو إحداث تغيير كبير في شكل الحكومة السويدية كما هو الحال مع الدساتير اللاحقة، بل وصف إدارتها الحالية وتنظيمها، وكيفية عملها، وتوضيح تقسيم المسؤوليات بين مختلف المسؤولين الملكيين، من أجل ضمان عمل حكومة الوصاية على الملكة القاصرة كريستينا بسلاسة خلال فترات غيابه.
على الرغم من الموافقة على الدستور من قبل ريكسداغ العقارات في يوليو 1634 وتطبيقها لاحقًا في جميع أنحاء السويد، إلا أنه لم يكن له قوة قانونية من الناحية الفنية بحيث لم يتم تأكيد عليه رسميًا من قبل الملكة كريستينا أو خليفتها الملك كارل العاشر غوستاف، في الواقع استاء الأخير بشدة من القيود التي فرضتها على دوره في الحكومة، بحيث حاول استغلال هزيمة السويد في الحرب الدنماركية السويدية (1658-1660)؛ بأن الوضع الراهن يعتبر صعباً، لذلك اقترح خلال جلسة اجتماع الريكسداغ عام 1660 حول إعادة صياغة الدستور لمنحه قدرًا أكبر من حرية التصرف، ولكن جهوده باءت بالفشل بسبب وفاته المفاجئة في فبراير من ذلك العام.
وبهكذا ظل الدستور ساري المفعول حتى عام 1680، عندما تجادل نجله الملك كارل الحادي عشر حول الأداء السويدي الضعيف خلال صراعها الأخير في حرب السكونية (1675-1679)؛ لإحياء حجة والده بأن الطريقة الوحيدة لضمان أمن الإمبراطورية السويدية هي أن تعتمد على مركزية السلطة في شخصية الملك، وبذلك اقتنع الريكسداغ وأعلن في عام 1680 أن الملك "لا يجب أن يكون ملزمًا بأي مادة من مواد الدستور، بل بقوانين السويد فقط"، مما جعل دستور باطل وأُسس نظامًا ملكيًا مطلقًا في السويد لأول مرة.